# 암스텔베인

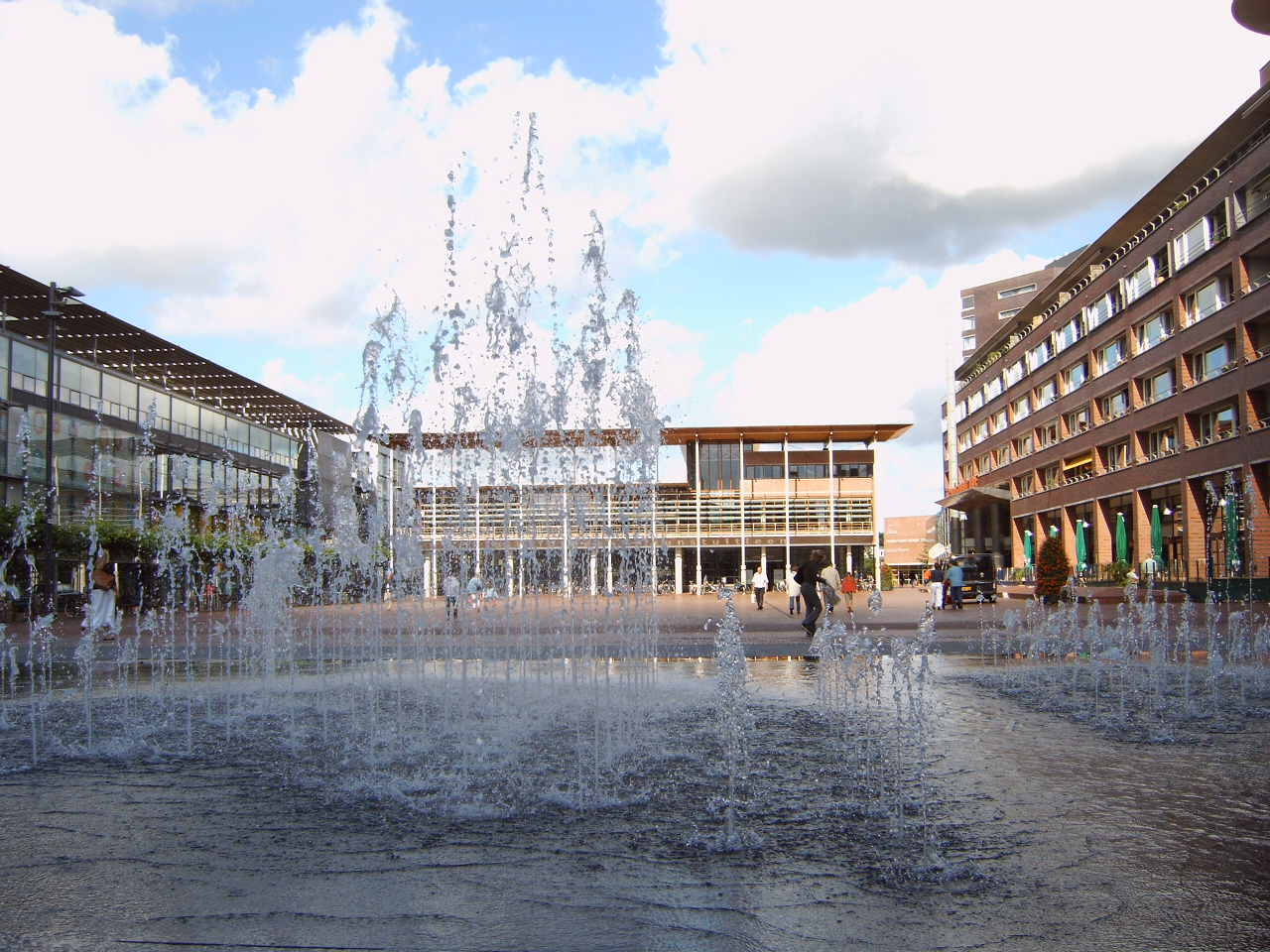
암스텔베인

암스텔베인(Amstelveen)은 네덜란드 노르트홀란트주에 위치한 도시이다. 인구는 78,980명이다.